# Landschapsbeheer Drenthe
Landschapsbeheer Drenthe  is een organisatie in Drenthe die zich sinds 1981 bezighoudt met landschapsbescherming en -beheer. Het is een van de 12 provinciale organisaties die samenwerken binnen Landschapsbeheer Nederland en opgegaan is in de overkoepelende stichting LandschappenNL.

## Doelstelling
Landschapsbeheer Drenthe wil het landschap zodanig beheren dat bepaalde kwaliteiten beschermd worden. Dergelijke kwaliteiten zijn de zogenaamde ecologische waarde inclusief de biodiversiteit, de landschappelijke waarde en de cultuurhistorische waarde inclusief de zogenaamde streekidentiteit. 

## Werkwijze en prioriteiten
Landschapsbeheer Drenthe houdt zich bezig met advies, voorlichting en praktisch beheer. De organisatie beschikt over een professionale staf en over apparatuur voor het landschapsbeheer. De organisatie heeft anders dan Het Drentse Landschap geen eigen terreinen in bezit. Voor het werk in de circa 200 projecten in Drenthe is de organisatie sterk afhankelijk van de inzet van ruim 500 vrijwilligers en de samenwerking met boeren en overheden.
In Drenthe wordt bij het landschapsbeheer relatief veel aandacht besteed aan:
- weide- en akkervogelsoorten en bepaalde voor delen van Drenthe specifieke soorten zoals de kamsalamander
- zogenaamde kleine landschapselementen zoals solitaire bomen, houtwallen en poelen
- prehistorische graven zoals hunebedden en grafheuvels
- boerenerven

## Bomenwacht
Landschapsbeheer Drenthe heeft een bomenwacht waarin monumentale bomen binnen het landschap worden bewaakt en beheerd. Aangemelde bomen worden op een "lijst van monumentale bomen” geplaatst. De bomen worden dan gemiddeld eens in de 5 à 6 jaar- geïnspecteerd aan de hand van vastgestelde normen. Indien nodig wordt vervolgens onderhoud uitgevoerd door derden. Deze werkzaamheden kunnen bestaan uit het verwijderen van dood of aangetast hout, maar ook uit inspectie van de boomkroon of het verzetten van daken of optimaliseren van  doorrijhoogtes langs openbare wegen.